# 9. Sinfonie (Bruckner)
Die Sinfonie Nr. 9 d-Moll (WAB 109) ist die letzte Sinfonie von Anton Bruckner. Drei Sätze hat Bruckner vollständig ausgearbeitet, der vierte Satz blieb unvollendet.

## Widmung
Bruckner soll seine 9. Sinfonie „dem lieben Gott“ gewidmet haben. Dafür gibt es keinen schriftlichen Beleg von seiner Hand, allerdings soll sich Bruckner nach mündlicher Mitteilung seines Arztes, Dr. Richard Heller, überliefert durch Bruckners Biografen August Göllerich und Max Auer, vor seinem Tod folgendermaßen geäußert haben: „Sehen Sie, ich habe bereits zwei irdischen Majestäten Symphonien gewidmet, dem armen König Ludwig als dem königlichen Förderer der Kunst, unserem erlauchten, lieben Kaiser als der höchsten irdischen Majestät, die ich anerkenne, und nun widme ich der Majestät aller Majestäten, dem lieben Gott, mein letztes Werk und hoffe, dass er mir so viel Zeit schenken wird, dasselbe zu vollenden.“ Im Zitat gemeint sind die 7. Sinfonie, die Ludwig II. gewidmet ist, und die 8. Sinfonie, die Franz Joseph I. gewidmet ist. Die Frage der Widmung der 9. wird kritisch diskutiert.

## Entstehungsgeschichte
Unmittelbar nach Beendigung der 8. Sinfonie am 10. August 1887 nahm Bruckner die Arbeit an der Neunten auf. Erste Skizzenentwürfe, die in der Biblioteka Jagiellońska in Krakau aufbewahrt werden, datieren vom 12. August 1887. Am Anfang einer ersten Partiturniederschrift des Kopfsatzes steht das Datum 21. September 1887. Die Arbeiten am ersten Satz wurden aber bald wieder unterbrochen: Bruckner sandte dem Dirigenten Hermann Levi die Partitur seiner Achten, der die Aufführung des aus seiner Sicht unverständlichen Werkes ablehnte. Bruckner revidierte daraufhin die Achte. Noch während dieser Revision begann er, von März 1888 bis zum März 1889 seine Dritte umzuarbeiten. Hinzu kamen Revisionsarbeiten an der 2. Sinfonie, die am 12. Februar 1889 zum Abschluss kamen (für die Zweite war die Drucklegung im Jahr 1892 geplant). Die Achte erhielt am 10. März 1890 ihre endgültige Gestalt. Des Weiteren erfolgten Revisionen der 1. und 4. Sinfonie sowie der f-Moll-Messe.
„Lauter Geheimnisse heute. H. Doctor! […] 3. Geheimnis. Die neunte Sinf. (D-moll) ist begonnen.“ verkündet Bruckner in einem Brief vom 18. Februar 1891 an den Rezensenten Theodor Helm und „verschweigt also, daß die erste Beschäftigung mit ihr [der Neunten] schon fast vier Jahre zurücklag.“ Bruckner komponierte dann allerdings noch zwei chorsymphonische Werke, den 150. Psalm (1892) und das Männerchorwerk Helgoland (1893). 1887 wurde der erste Satz der Neunten begonnen und nach sechs Jahren – am 23. Dezember 1893 – fertiggestellt. Das Scherzo, bereits 1889 entworfen, wurde am 15. Februar 1894 – das Adagio am 30. November 1894 beendet. Vom Trio sind drei unterschiedliche Ausführungen überliefert: Zu einem verworfenen Trio Nr. 1 in F-Dur existieren Entwürfe. Das teilweise in Partiturform vorhandene, ebenfalls verworfene Trio Nr. 2 in Fis-Dur und 2/4-Takt enthält als Besonderheit ein Bratschensolo. Ein Particellbogen des endgültigen Trio Nr. 3 in Fis-Dur wird in der Österreichischen Nationalbibliothek aufbewahrt. Bezüglich des Finalsatzes findet sich in Bruckners Kalender folgender Eintrag: „24. Mai [1]895 1.mal Finale neue Scitze“. Insgesamt zog sich die Arbeit an der Neunten über den langen Zeitraum von 1887 bis 1896 hin und musste aufgrund des sich zunehmend verschlechternden Gesundheitszustandes Bruckners immer wieder unterbrochen werden. Schließlich verstarb Bruckner während der Arbeiten am vierten Satz.

## Uraufführung
Die ersten drei Sätze der Neunten wurden zum ersten Mal im Wiener Musikvereinssaal am 11. Februar 1903 durch das Wiener Concertvereinsorchester, das Vorläuferorchester der Wiener Symphoniker, unter dem Dirigenten Ferdinand Löwe in dessen eigener Bearbeitung aufgeführt. Löwe änderte Bruckners originale Partitur tiefgreifend, indem er Bruckners Instrumentation im Sinne einer Annäherung an das Wagnersche Klangideal anpasste und an einzelnen Stellen (Adagio) Änderungen an Bruckners Harmonik vornahm. Er veröffentlichte kommentarlos seine Bearbeitung, die lange als Bruckners Original angesehen wurde. Der Musikwissenschaftler Robert Haas wies 1931 auf die Differenzen zwischen der Ausgabe Löwes und Bruckners Original hin und stellte ausschnittsweise Partiturseiten Bruckners der Bearbeitung Löwes gegenüber. Der Dirigent Siegmund von Hausegger führte sowohl die Löwe-Bearbeitung als auch die originale Partitur Bruckners auf, sodass die eigentliche Uraufführung der ersten drei Sätze von Bruckners 9. Sinfonie erst am 2. April 1932 in München erfolgte. Die Ersteinspielung auf Schallplatte erfolgte durch Siegmund von Hausegger mit den Münchner Philharmonikern in der Originalfassung (Edition Alfred Orel) im April 1938.

## Veröffentlichungen / Ausgaben
Der Erstdruck der ersten drei Sätze in der Bearbeitung von Ferdinand Löwe erfolgte 1903 beim Musikverlag Doblinger in Wien. Die Löwe-Ausgabe wurde dann bei der Universal Edition in Wien und auch als Taschenbuchausgabe bei Eulenburg, Leipzig herausgebracht. Löwe machte seine Ausgabe allerdings nicht als Bearbeitung kenntlich. Dadurch entstand der Eindruck, dass es sich um eine Originalkomposition Bruckners handelte. Im Rahmen der Bruckner-Gesamtausgabe wurde Bruckners originale Partitur von Alfred Orel im Rahmen der von Robert Haas betreuten Bruckner-Gesamtausgabe im Jahr 1934 herausgegeben. In dem Zusatzband „Entwürfe und Skizzen“ veröffentlichte Alfred Orel zugleich die damals bekannten Entwurfsmaterialien zum vierten Satz. 1951 erfolgte beim Musikwissenschaftlichen Verlag Wien eine revidierte Neuauflage durch Leopold Nowak. Benjamin-Gunnar Cohrs brachte 2000 eine Kritische Ausgabe unter Berücksichtigung der Arbeiten von Alfred Orel und Leopold Nowak heraus. Er edierte und vervollständigte auch die beiden nachgelassenen Trios.
Am meisten werden die Ausgaben von Nowak und Orel verwendet.
Im Rahmen der vom Musikwissenschaftlichen Verlag Wien in Auftrag gegebenen neuen Gesamtausgabe der Werke Anton Bruckners ist auch die kritische Neuausgabe von Bruckners 9. Sinfonie geplant.

## Stilistische Einordnung
Wie bereits Hans-Hubert Schönzeler hinweist, hat Bruckner „seine Wurzeln in der Musik Palestrinas, Bachs, Beethovens, Schuberts“. Zugleich gilt Bruckner aber auch neben Franz Liszt als einer der wesentlichen Innovatoren der Harmonik des späten 19. Jahrhunderts.
In der 9. Sinfonie geht Bruckner seinen eingeschlagenen symphonischen Weg konsequent weiter, indem er an der (um das dritte Thema erweiterten) Sonatensatzform festhält. Zugleich weitet er die Form und steigert sie ins Monumentale. Auch die Erweiterung des Orchesterapparates ist Ausdruck dieser Massenzunahme. Der Bruckner-Forscher Alfred Orel stellt hierzu fest: „Betrachtet man den Gesamtapparat, den Bruckner verwendet, so fällt vor allem die bis dahin in der absoluten Musik unbekannte Masse der Klangmittel auf.“ – und Orel zieht das Fazit: „Das Orchester der IX. Symphonie Bruckners stellt nur den Endpunkt der klanglichen Entwicklungslinie bei Bruckner hinsichtlich der verwendeten Mittel dar. […] Das Maßgebende ist aber keinesfalls die Masse der Ausdrucksmittel, sondern die Art ihrer Verwendung.“ In Bezug auf das Adagio der Neunten betont er: „Wie im Gruppenklang Streicher, Holz- und Blechbläser bald einander gegenübergestellt werden, bald wieder in mannigfachster Art gekoppelt werden und zu einem untrennbar Ganzen vereint werden, so auch im Einzelklang die Instrumente dieser Gruppen. Einerseits die durchbrochene Arbeit, andererseits die Eigenart Bruckners, seine Themen vielfach aus kurzen Phrasen zu bilden, bringen es mit sich, daß ein Instrument sehr selten auf lange Zeit ununterbrochen solistisch hervortritt.“
Nach Ekkehard Kreft „erhalten die Steigerungsphasen in der 9. Sinfonie einen neuen Stellenwert, indem sie dazu dienen, den prozeßhaften Charakter vom Ausgangspunkt des Themenkomplexes (Vorthema) bis zu dessen Zielpunkt (Hauptthema) zu gestalten.“ Sowohl im ersten Satz als auch im Finalsatz kommt dies in einer bis dahin nicht gekannten Dimension zum Ausdruck. Dem Eintritt des Hauptthemas geht dabei jeweils eine harmonisch kompliziert verlaufende Steigerungsphase voraus. Die Verwendung dieser zunehmend komplexen Harmonik macht Bruckner zum Wegbereiter späterer Entwicklungen. Der Musikwissenschaftler Albrecht von Mossow fasst dies bezüglich der Neunten folgendermaßen zusammen: „Den Materialentwicklungen der Moderne zugerechnet werden müssen bei Bruckner wie bei anderen Komponisten des 19. Jahrhunderts die zunehmende Emanzipation der Dissonanz, die Chromatisierung der Harmonik, die Schwächung der Tonalität, das Antasten der Dreiklangsharmonik durch die vermehrte Hereinnahme von Vier- und Fünfklängen, die formalen Brüche innerhalb seiner symphonischen Sätze, sowie die Aufwertung der Klangfarbe zum beinahe eigenständigen Parameter.“ Die großen Steigerungswellen münden in der 9. Sinfonie häufig in einen anschließenden Zerfallsprozess. Der Musikpsychologe Ernst Kurth stellt diesen Prozess von Entwicklung, Höhepunkt und Zerfall heraus und spricht von der „inneren Raumsymbolik eines Gegensatzes von klangspezifischer Weite und Leere gegenüber der vorherigen Verdichtung und Gipfelstellung.“ Hier knüpft auch Manfred Wagner an und bezeichnet Bruckner als „Strukturalist[en]“. In seinem Bruckner-Buch zieht er die unmittelbare Parallele zu Karlheinz Stockhausen, „und zwar zu seinem knapp halbstündigen Werk Gruppen (1957) für drei Orchester, weil darin Struktur ebenfalls nicht so sehr in der linearen Entstehung, sondern im Zerreißen, der Zerstückelung des einzelnen Apparates gezeigt wird. Wie bei Bruckner geht es nicht nur um die Übertragung der Raumklangkonzeption auf den instrumentalen Apparat, von Interpreten oft als ‚Registrierung‘ bezeichnet, sondern auch um den Reichtum an Tonsatztypen, an Farben, an Charakteren […].“
Außergewöhnlich ist die Fuge im Finalsatz der 9. Sinfonie, wobei die Hereinnahme einer Fuge im symphonischen Kontext bei Bruckner erst einmal nicht ungewöhnlich ist. Allerdings besitzt die Fuge im Finale der Neunten eine herausragende Stellung, wie bereits Rainer Boss erläutert: „Gegenüber dem sonstigen Gebrauch der Finalsatzhauptthemen als Fugenthema weist das Hauptthema des Finales der 9. Symphonie eine Besonderheit auf, es wird nämlich nicht unverändert übernommen, sondern für die Fuge in seinen beiden letzten Takten umgebildet. […] So ist auch die für Brucknersche Verhältnisse ‚ungewöhnliche‘ Form der Fugenexposition zu erklären, die ausnahmsweise ohne die zweitaktige Verlängerung des comes zwecks modulatorischer Rückbildung zum dux auskommt.“
Bruckner verfeinert in der 9. Sinfonie zunehmend seine Technik des Zitierens. Paul Thissen bringt dies in seiner Analyse auf den Punkt: „Zweifellos zeigt die von Bruckner verwendete Form der Integration der Zitate im Adagio der Neunten Symphonie das differenzierteste Erscheinungsbild. Sie reicht von bloßer Montagetechnik (Miserere-Zitat) bis zur Durchdringung des Satzes mit Transformationen des zitierten Motivs (Kyrie-Zitat).“
Zusammenfassend betrachtet, stellt Bruckners 9. Sinfonie ein wichtiges Bindeglied zwischen Spätromantik und Moderne dar. Mit der Neunten eröffnet Bruckner nicht nur durch die bereits bei Wagner erfolgte Emanzipation der Dissonanz neue Klangwelten, sondern erreicht durch die Herauslösung einzelner Akkorde aus einst festgefügten Klangverbindungen eine neue Dimension der Harmonik, wie sie beispielsweise von Arnold Schönberg fortgeführt wird. Auf den langen symphonischen Strecken (Negativklang der Stille – Sequenzierungsphase – verbreiterter Höhepunkt – Zerfallsprozess) dehnt Bruckner die Form extrem. Somit wird Bruckner mit seiner 9. Sinfonie auch strukturell zum Vorreiter der Moderne.

## Besetzung
3 Flöten, 3 Oboen, 3 Klarinetten in B (im Adagio wechselnd mit Klarinetten in A), 3 Fagotte, 8 Hörner (5.–8. wechselnd mit 4 Wagnertuben im 3. und 4. Satz), 3 Trompeten in F, 3 Posaunen, Kontrabasstuba, Pauken, I. Violine, II. Violine, Bratsche, Violoncello, Kontrabass
Aufführungsdauer:
- Sätze 1–3: ca. 55–65 Min. (1: 535 Takte, 2: 512 Takte, 3: 243 Takte)
- Satz 4 (Finalsatz-Ergänzungen bzw. Finalsatz-Bearbeitungen):
  - Carragan: ca. 22 Min. (717 Takte)
  - Josephson: ca. 15 Min. (644 Takte)
  - Letocart: ca. 25 Min. (674 Takte)
  - Marthé: ca. 30 Min.
  - Samale-Mazzuca-Phillips-Cohrs: ca. 25 Min. (665 Takte)
  - Schaller: ca. 25 Min. (736 Takte)
- Ersatz des 4. Satzes durch das Te Deum: zuzüglich ca. 23 Min.

## Erster Satz: Feierlich, misterioso
Der erste Satz in d-Moll (Allabreve) ist ein frei gestalteter Sonatensatz mit drei Themenkomplexen. Zu Beginn intonieren die Streicher im Tremolo den Grundton d, der im dritten Takt von den Holzbläsern gefestigt wird. Eine erste thematische Keimzelle ertönt in den Hörnern als „(Grund-)Tonrepetition im dreifach punktierten Rhythmus, aus der sich das Intervall der Terz, dann der Quinte löst, von zäsurierenden Schlägen der Pauken und Trompeten in das untergründige metrische Ordnungsgefüge eingepaßt. Ursprünglicher, elementarer, archetypischer kann eine Symphonie wohl kaum beginnen.“ Das für Bruckner typische Phänomen der Tonspaltung ereignet sich in Takt 19: Der Grundton d wird in seine benachbarten Töne des und es dissoziiert. Ein kühner Ces-Dur-Aufschwung der Hörner kündigt Verheißungsvolles an. Daraufhin bereitet eine ausgedehnte Entwicklungsphase den Eintritt des Hauptthemas vor. Manfred Wagner weist auf das Spezifische von Bruckners Musik hin, der das Prinzip der Entwicklung und der Erforschung des Klanges zugrunde liegt: „Bruckner glaubt zwar noch an den zwingend herrschenden musikalischen Gedanken, indem er ihn als Krönung der Entwicklung an deren Schluss setzt, aber er weiß, dass es in der Zukunft viel eher um die Umstände geht, wie etwas sein wird, als um das, was sein wird.“ Der Weg der Themenentstehung wird bei Bruckner immer länger; es braucht immer mehr Zeit, bis es zum Ausbruch des Hauptgedankens kommt.
Das machtvolle Hauptthema im ersten Satz imponiert dadurch, dass zunächst der d-Moll-Klangraum durch die rhythmisch markante Oktavversetzung der Töne d und a bekräftigt wird. Plötzlich kommt es zu einer Ausweichung zum Ton es beziehungsweise nach Ces-Dur. Letzteres wird als Dominante zu e-Moll umgedeutet. Es folgt eine mehrfache Kadenzierung über C-Dur und g-Moll nach A-Dur – und endlich nach D-Dur. Die anschließende, in ihrem Beginn phrygisch anmutende Zerfallsphase ist zugleich Überleitung zum lyrisch-kantablen Seitenthema – der sogenannten Gesangsperiode. Das Intervall der fallenden Sexte, das auch im unvollendeten vierten Satz eine Rolle spielen wird, bildet einen wesentlichen Bestandteil des Kopfmotives der Gesangsperiode. Anschließend komponiert Bruckner eine urlauthafte Überleitungsphase, die wiederum den Einsatz des dritten Themas vorbereitet. Dieser dritte Gedanke besitzt mit seiner Quint-Quart-Motivik eine starke Wesensverwandtschaft mit der im Finale wiederkehrenden Te-Deum-Thematik.
Am Ende der Exposition kommt es zu einem Innehalten auf dem Ton f. Nahtlos folgt die Durchführung. Bezüglich der formalen Gestaltung der Durchführung und der anschließenden Reprise geht Bruckner auf seinem symphonischen Weg einen Schritt weiter, indem er die beiden Abschnitte nicht separiert, sondern miteinander verschmelzen lässt. Bereits Alfred Orel betont: „Diese beiden Teile [Durchführung und Reprise] sind der inneren Anlage nach nicht nur durch Verlötung der Naht zu einem einheitlichen Ganzen geworden. Die Durchführung besteht aus einer Erweiterung des Hauptthemas, ohne aber die Anordnung des Motivmateriales in seiner Dreiteilung zu ändern. So erfährt – nicht notengetreu, sondern dem inneren Wesen nach – der 1. Teil des Hauptthemas eine Wiederholung. Die Wiederholung wird aber mit dem Motivmaterial des 2. Teils in der Umkehrung als Begleitung verbunden. Auch der 2. Teil wird erweitert und führt wie in der Exposition mit der gleichen Steigerung wie in der Exposition zum 3. Teil und Höhepunkt. […] Auch dieser Höhepunkt wird durch wiederholte, steigende Sequenzierung erweitert (auskomponiert). Der jähe Abschluß der Exposition wird vermieden; an seine Stelle tritt einer kurze Durchführung des Motivmaterials dieses Höhepunktes mit einem den Charakter dieser Stelle bestimmenden neuen Motive der selbständigen Begleitung.“ Schließlich resultiert ein Gipfelpunkt auf dem 3. Teil des Hauptthemas. Eine abermalige Überleitung entfällt. Über einen Orgelpunkt auf dem Ton a kommt es zu einer Verlangsamung der Bewegung und einer Vorbereitung des variierten Seitensatzes. Die scheinbar unvollständige Reprise beginnt – die Dreiteiligkeit der Sonatensatzform kehrt hier zu ihrer ursprünglichen Zweiteiligkeit zurück. In der Coda dominiert erneut das Material des Hauptthemas, das über einem persistierenden, punktierten Rhythmus und der wiederholten Gegenüberstellung von Es-Dur und d-Moll zu einer vorläufigen, alles noch offen lassenden Apotheose gesteigert wird.

## Zweiter Satz: Scherzo. Bewegt, lebhaft – Trio. Schnell
Das Scherzo in d-Moll (¾-Takt) beginnt ungewöhnlicherweise mit einem leeren Takt. Nach dieser komponierten Pause intonieren die Holzbläser einen auf Vierteln rhythmisierten, markanten Dissonanzakkord mit den Tönen e, gis, b und cis. Dieser Akkord kann auf verschiedene Weise analysiert werden. Der Musikwissenschaftler Wolfram Steinbeck gibt hierzu folgende Erklärung: „So unzweifelhaft die Wendung nach cis-Moll zu hören ist, sie ist von Anfang an auch dominantisch auf d-Moll bezogen, also mindestens doppeldeutig. […] Es ist der Dominant-Grundton a, der in seine beiden umliegenden Halbtöne leittönig gespalten wird und dem Klang seinen charakteristischen Subdominantcharakter gibt, ohne ihm den dominantischen zu nehmen.“ Auch hier ist also das Phänomen der Tonspaltung bedeutsam. Während die Tondissoziation im ersten Satz allerdings den Tonikagrundton betrifft und relativ spät erfolgt, wird im Scherzo gleich zu Beginn der im Zentrum eines dominantischen A-Dur-Sextakkords befindliche Ton a in seine Nachbartöne gis und b gespalten. Das Rahmenintervall dieses Akkordes ist dabei die Sexte, die in der Neunten thematisch und strukturell immanent ist. In einer Skizze vom 4. Januar 1889 ist folgende Anmerkung Bruckners zu finden: „E Fund[ament] Vorhalt auf Dom“ – und damit steht nach Steinbeck „der Klang auch theoretisch auf e, ist aber Dominantvorhalt, d. h. Vorhalt zum A-Dur-Klang und steht damit in dessen Quintabstand […].“ Dieser charakteristische Akkord kann aber auch als ein im harmonischen Moll auf der VII. Stufe leitereigener, zweifach verminderter Quintsextakkord auf cis mit hochalterierter Quinte gis gehört werden. Im Endeffekt ist sein Zielpunkt der Ton d beziehungsweise ein d-Moll-Kontext, welcher nach einer komplizierten harmonischen Entwicklungsphase dann auch erreicht wird. Geradezu gewaltsam bricht das Scherzo-Thema durch, energisch pochend und kontrastiert von der spukhaften Einleitungsthematik. Im Mittelteil wird das thematische Material weiter variiert und erhält eine elegische und bisweilen sogar tanzartige Note. Nach einer Rückbesinnung auf den Anfang führt die energische Coda zielstrebig zum Schluss.
Das dreiteilige Trio in Fis-Dur und schnellem 3/8-Takt führt den Zuhörer mit seiner Doppeldeutigkeit und seinen metrisch und rhythmisch unerwarteten Verschiebungen regelrecht in die Irre. Die wiederholten Fis-Dur-Dreiklangsbrechungen werden durch die Leittöne eis und his verfremdet – insgesamt hat das Trio eine spukhafte Wirkung. Während die beiden früheren Trio-Entwürfe von 1889 und 1893 noch eher im volkstümlichen Ton gehalten sind, tritt im endgültigen Fis-Dur-Trio das Bizarre, Kühne und Phantastische ganz in den Vordergrund, weshalb „nicht wenige glauben, dass das Scherzo der IX. das genialste sei, das Bruckner je geschrieben habe.“
Die verworfenen Trios 1 und 2 wurden vom Strub Quartett (1940) uraufgeführt. Ein Mitschnitt dieser Aufführung befindet sich im Deutschen Rundfunkarchiv. Eine symphonische Fassung der Trios 1 und 2 in einer Ausgabe von William Carragan wurde 1887 von Hubert Soudant mit dem Hiversum Radio Philharmonic Orchestra und Manfred Mayrhofer mit dem Bruckner Orchestra Linz aufgeführt. Mitschnitte dieser Konzertaufführungen sind im Bruckner-Archiv verfügbar. Die drei Versionen des Trios sind erschienen bei Cohrs. Die Ausgabe von Cohrs wurde von Vasilly Sinaisky mit dem BBC Philharmonic Orchestra aufgeführt. Ein Mitschnitt dieser Konzertaufführung ist im Bruckner-Archiv verfügbar. Mayrhofers und Sinaskys Aufführungen sind auch auf der Bruckner-Society-CD BSVD-216 ausgegeben.
Ricardo Luna hat die drei aufeinanderfolgenden Versionen des Trios in einer eigenen Bearbeitung für Kammerorchester im Jahr 2013 aufgenommen und 2022 in symphonischer Version mit dem Bolton Symphony Orchestra.

## Dritter Satz: Adagio. Langsam, feierlich
Das dreiteilige Adagio in E-Dur (4/4-Takt) „hat zahllose, seiner Stimmung zu entsprechen suchende Deutungen erfahren und wird diese zweifellos künftighin erfahren.“ Beispielsweise sehen August Göllerich und Max Auer den Beginn „in der trostlosen Stimmung des irrenden Parsifal (Vorspiel zu Richard Wagners 3. Akt des Weihefestspiels).“ Kompositionsanalytisch betrachtet spielt auch bei diesem Satzanfang das Phänomen der Tonspaltung eine Rolle. Der anfängliche Ton h wird gespalten beziehungsweise weicht in seine beiden Nachbartöne c und ais aus, wobei der markante Intervallsprung der None dem Satzbeginn eine intensive Klangaufladung verleiht. Der folgende chromatische Abwärtsgang c, h, ais mündet in einen jähen Oktavabsturz, dem schließlich ein diatonisch emporstrebender Phrasenabschnitt folgt, der mit einem klagenden Vorhalt endet. Genauso wie es kein zweites Scherzo bei Bruckner gibt, das mit einer Pause beginnt, findet man bei Bruckner „kein anderes Adagio, das ohne jede Begleitung, mit einer einstimmigen melodischen Bewegung anhebt.“ Allerdings war dieser Satzbeginn keineswegs von Anfang an einstimmig geplant, wie Bruckners Skizzen und Entwürfe belegen. Volltönig setzen auf der dritten Zählzeit des zweiten Taktes die übrigen Streicher sowie die Wagner-Tuben ein. Letztere kommen in der Neunten hier zum ersten Mal zum Einsatz – ein Verfahren, das Bruckner bereits in seiner 7. Symphonie anwendet: Auch dort schreibt er zu Beginn seines Trauergesanges auf den Tod Richard Wagners diese Instrumente mit ihrem runden und dunklen Klang zum ersten Mal vor. Anders als in der Neunten beginnt jedoch das Adagio der Siebten bereits mit voller Akkordbegleitung. Und während in der Siebten die Grundtonart cis-Moll von Anfang an gesetzt wird, wird die Grundtonart E-Dur in der Neunten zunächst ganz vermieden beziehungsweise deren Manifestation lange hinausgezögert.
Das markante, zweite Motiv zeigt Anklänge an das sogenannte „Dresdner Amen“. Bereits Clemens Brinkmann stellt grundsätzlich fest: „Unter dem Einfluss Mendelssohns und Wagners verwendete Bruckner das ‚Dresdner Amen‘ in seinen kirchenmusikalischen und symphonischen Werken.“ – und so kann dieser Zusammenhang auch an dieser Stelle festgestellt werden. Das dritte, grüblerische Motiv im Pianissimo ist geprägt von den „müden Sekunden der Kontrabässe.“ In einem Klagegesang schwingt sich die erste Oboe empor und wird Teil einer sich stetig aufwärtsschraubenden Sequenzierungsphase, die schließlich zur Eruption des vierten Motivs führt: Ein „pentatonisch gedachter Trompetenruf, der sich in dieser Tonart [E-Dur] siebenmal [in jedem Takt] wiederholt, ohne je abgewandelt zu werden“ wird auf einer aus einer mehrfachen Quintschichtung resultierenden, klanglich ziellosen Akkordfläche präsentiert. Bereits Michael Adensamer erläutert dies ausführlich: „Man könnte mindestens vier Tonarten aus dieser Schichtung herausinterpretieren (E-Dur, H-Dur, cis-Moll und fis-Moll) und trotzdem am Charakter dieses Klanges vorbeigehen. Dieser Charakter liegt in der vielfältigen Brauchbarkeit des Klanges. Man könnte ihn nach oben oder unten so lange erweitern, bis er alle zwölf Töne umfasste. In diesem Sinne ist er unbegrenzt, unendlich und im Grunde a-tonal […].“ Auf dieser Klangfläche werden die charakteristische Trompetenfanfaren regelrecht in Szene gesetzt und von einem schicksalshaft sich aufbäumenden Hörner-Motiv kontrapunktiert. Dieses Motiv zitiert durch die Verwendung der weitgespannten None den ausdrucksstarken Anfang des Satzes. Mehr und mehr verebbt das Klanggeschehen und mündet in einen Trauerchoral der Wagner-Tuben, der nach der Überlieferung von Auer und Göllerich von Bruckner als sein „Abschied vom Leben“ bezeichnet wurde. Auch Ernst Decsey weist auf diese Äußerung Bruckners und führt folgendes an: „‚Abschied vom Leben‘ nannte Bruckner diese Stelle [Buchstabe B der Partitur], als er sie, 1894 eben von Berlin zurückkehrend, den beiden Helms vorspielte.“
Das zweite Thema, eine weiche Gesangsmelodie, deren Struktur bisweilen „mit der Themenbildung des späten Beethoven“ verglichen wird, erfährt im weiteren Verlauf zahlreiche Modifikationen und Variationen. Unmittelbar vor dem Wiedereintritt des Hauptthemas senkt sich die Solo-Flöte in einer C-Dur-Dreiklangsbrechung über der fahlen Klanggrundierung eines quintalterierten Fis-Dur-Septakkordes der Wagner-Tuben, um nach einem abschließenden Tritonus-Fall auf dem Ton fis zu verharren.
Nach einer Stille folgt der zweite Teil des Adagios (ab Takt 77). Dieser basiert größtenteils auf den Bestandteilen des Hauptthemenkomplexes. Das vorhandene Material wird variiert und weiterentwickelt. Das Prinzip der Tonspaltung wird auch hier ersichtlich – vor allem in der Gegenstimme der Flöte, die als ein neues Element einen deutlichen Kontrapunkt zum Hauptthema bildet. Erst jetzt startet die eigentliche Durchführungsarbeit, in der das Kopfmotiv des ersten Themas von stolz schreitenden Bässen emporgetragen wird. Anschließend dominiert wieder der mildere Tonfall des variierten lyrischen Themas. Nach einer brütenden Zwischenphase hebt eine erneute Steigerungswelle an, die zum Höhepunkt der Durchführung führt. Erneut schmettern Trompeten ihre bereits bekannten Fanfarensignale, die auf einmal unvermittelt abbrechen. Es folgt der Mittelteil des Gesangsthemas, der ebenso abrupt endet. Nur das allerletzte Phrasenende wird von der Oboe aufgegriffen und im Forte deklariert – vom Horn in der Diminutivform und im Piano gestammelt. Nach einer Generalpause drängt der Satz markig breit empor. Das über eine lange Strecke dimensionierte Crescendo bricht plötzlich ab und es folgt ein geradezu schüchtern wirkender Pianissimo-Teil der Holzbläser, der wiederum in eine choralartige Episode der Streicher und Blechbläser mündet. Nach der Meinung von Constantin Floros existieren im Adagio zwei Stellen im Sinne einer hapax legomena – Passagen, die nur einmal auftauchen und „im weiteren Satzverlauf nicht wiederkehren. Das gilt einmal für die Tubenstelle [Abschied vom Leben] bei [Buchstabe] B. […] Das gilt zum anderen für die choralartige Episode Takt 155–162“. Diese sphärisch-verklärte Passage hat strukturell ihren Ursprung im Tubenchoral und nimmt zugleich den Choralgedanken des Finales vorweg.
Der dritte Teil des langsamen Satzes (ab Takt 173) beginnt mit einer figurativ belebten Umspielung des zweiten Themas. Bereits Constantin Floros betont, dass das Adagio der Neunten ebenso wie das Finale „vor einem autobiographischen Hintergrund betrachtet werden muss.“ Bruckner komponierte seine 9. Sinfonie im Bewusstsein des nahenden Todes. Dementsprechend können die vorhandenen Selbstzitate wie beispielsweise das Miserere aus der d-Moll-Messe (Takt 181 ff.) auch im Sinne einer religiösen Konnotation verstanden werden. Im weiteren Verlauf werden die beiden Hauptthemen übereinander gelagert und verschmelzen schließlich miteinander – dies alles ereignet sich im Rahmen einer enormen Klangsteigerung. Bruckner schafft eine Klimax, „wie sie an Monumentalität, an Ausdrucksgewalt und Intensität in der Musikgeschichte ihresgleichen suchen dürfte.“ Die enorme Klangballung erfährt eine scharf-dissonante Entladung in Form eines figurativ erweiterten Tredezimakkordes in Takt 206. Danach komponiert Bruckner aus Teilen des ersten Themas und dem Miserere-Zitat einen versöhnenden Abgesang. Schließlich endet das Adagio der Neunten verklingend; Ernst Kurth spricht von einem „Auflösungsvorgang.“: Auf einem Orgelpunkt auf E zitieren die Wagner-Tuben das Sekundmotiv aus dem Adagio der 8. Sinfonie – die Hörner erinnern an den Beginn der 7. Sinfonie.

## Vierter Satz: Finale. (alla breve / ohne originale Tempoangabe)
Im Finalsatz hält Bruckner an seinem Prinzip der Sonatensatzform fest. Der Bruckner-Forscher Constantin Floros weist darauf hin: „Auch hier [im Finale] finden wir die obligatorische Dreizahl der Themenkomplexe, die Gliederung in Exposition, Durchführung (von Bruckner „zweiter Teil“ genannt), Reprise und Koda, ferner suggestive Steigerungszüge, großartige Gipfelungen und auffallend starke Kontraste.“
Bruckners Finale beginnt mit einem einleitenden Paukenwirbel, der Sequenzierung eines markanten, fallenden Kopfmotivs sowie einer breit angelegten Steigerungswelle, die schließlich in das wuchtige d-Moll-Hauptthema mündet. Zwar entspricht die Intervallstruktur des zweiten Themas, der sogenannten Gesangsperiode, im Wesentlichen der thematischen Struktur des Hauptthemas; in ihrer kargen Erscheinungsform bildet sie jedoch einen extremen Gegensatz zum mächtigen Hauptthema. Das dritte, choralartige Thema in E-Dur nimmt Bezug auf den b-Moll-Gesang der Wagnertuben im dritten Satz der Sinfonie. Das Choralthema selbst wird von den Blechbläsern vorgetragen, umrankt von virtuosen Triolenfiguren der Violinen.
Der Durchführungsteil wird von einer repetitiven Quart-Quint-Motivik der Soloflöte vorbereitet, die dem Anfangsmotiv von Bruckners Te Deum entspricht, aber auch eine substantielle Ähnlichkeit mit dem dritten Thema des ersten Satzes besitzt. Aus demselben thematischen Material wie das Hauptthema besteht auch das Fugenthema. Die Reprise beginnt ungewöhnlicherweise mit der Gesangsperiode. Der Wiedereintritt des Chorals in D-Dur wird von den Te-Deum-Figuren der Streicher gefestigt. Nach dreimaligen Vierteltriolen im Unisono brechen die vorhandenen Partiturbogen ab. Es existieren Skizzen Bruckners, die eventuell für die Coda vorgesehen waren. Dafür fehlen allerdings konkrete Belege.

### Historie zum vierten Satz
Der vierte Satz von Bruckners 9. Sinfonie ist nur fragmentarisch überliefert. Die derzeit verfügbaren autographen Materialien Bruckners sind in unterschiedlichen Stadien der Komposition erhalten und reichen von einfachen Skizzen über mehrzeilige Particell-Entwürfe bis hin zu mehr oder weniger vollständig ausgearbeiteten Partiturblättern, den sogenannten „Bogen“. Ein Bogen besteht dabei jeweils aus einem Doppelblatt (vier Seiten). Bisweilen sind Bogen mehrfach vorhanden und dokumentieren unterschiedliche kompositorische Konzepte Bruckners. Der weitaus größte Teil von Bruckners Manuskripten zum Finalsatz befindet sich in der Österreichischen Nationalbibliothek Wien. Weitere Autographe werden in der Wienbibliothek, in der Bibliothek der Hochschule für Musik und Darstellende Kunst, Wien, im Historischen Museum der Stadt Wien sowie in der Jagiellonska Bibliothek, Krakau aufbewahrt.

#### Bruckners Manuskripte zum Finale
Bruckners Partiturentwürfe und Skizzen können stimmig geordnet werden, sodass sich ein logischer musikalischer Ablauf ergibt. In diesem musikalischen Ablauf sind fünf Lücken vorhanden. Der Schluss der Sinfonie, die sogenannte Coda, fehlt. Die Lücken im musikalischen Ablauf sind darauf zurückzuführen, dass nach Bruckners Tod Notenblätter (Skizzen, Entwürfe, Particellskizzen, unvollständige und nahezu vollständige Partiturseiten) verlorengingen. Das ursprüngliche Material war umfangreicher. Bruckners erster Biograph und Sekretär August Göllerich (1859–1923), der zugleich der Sekretär von Franz Liszt war, begann eine umfangreiche Bruckner-Biographie, die nach seinem Tod von dem Bruckner-Forscher Max Auer (1880–1962) vollendet wurde. In diesem neunbändigen Werk wird u. a. berichtet: „Ein unverzeihliches Versehen war es, daß eine Inventur des Nachlasses nicht aufgenommen worden war und sich ein genaues Verzeichnis nicht ermitteln läßt. Nach Dr. Hellers Mitteilung [Dr. Richard Heller war Bruckners behandelnder Arzt] bemächtigten sich nach dem Tode des Meisters Berufene und Unberufene der umherliegenden Notenblätter. Es war daher auch nicht möglich, den Choral, den der Meister für Dr. Heller eigens komponiert hatte, aufzufinden […]“
Bruckners Nachlassverwalter Theodor Reisch und die Testamentszeugen Ferdinand Löwe und Joseph Schalk sichteten laut Protokoll vom 18. Oktober 1896 den Nachlass; Joseph Schalk wurde mit der Erforschung des Zusammenhangs der Finale-Fragmente beauftragt. Nach seinem Tod (1900) gelangte das bei ihm befindliche Material in den Besitz seines Bruders Franz; weiteres Material erhielt Ferdinand Löwe.
Der Bruckner-Forscher Max Auer sichtete 1911 das überlieferte Finalematerial, das sich damals im Besitz des Bruckner-Schülers Joseph Schalk befand, und verweist auf ein Skizzenblatt Bruckners, das heute nicht mehr vorhanden ist. In seinem Buch „Bruckner“ erläutert er: „Die Skizzen derselben lassen ein Hauptthema, ein Fugenthema, einen Choral und das Quintenthema des Te Deum erkennen.“ Außerdem schreibt er in seinem Buch „Bruckner. Sein Leben und Werk“: „Einmal erscheinen diese Themen sogar übereinandergetürmt wie im Finale der ‚Achten‘.“ Welche Stelle des Finales konkret damit gemeint ist, lässt sich allerdings nicht eindeutig identifizieren.

#### Veröffentlichungen der Finalsatzmanuskripte
Der Bruckner-Forscher Alfred Orel (1889–1967) ordnete 1934 zum ersten Mal die überlieferten Entwürfe und Skizzen zur 9. Sinfonie. Er ging dabei allerdings noch von verschiedenen Versionen aus. Der australische Musikwissenschaftler John A. Phillips befasste sich unter anderem mit den unterschiedlichen Papiersorten der Finalefragmente. Er stellte für den Musikwissenschaftlichen Verlag Wien eine Auswahl der Fragmente zusammen.
Nach seiner Ansicht handelt es sich bei dem erhaltenen Material um eine von Bruckner sorgsam durchnummerierte „Autograph-Partitur im Entstehen“. Seinen Forschungen zufolge war im Mai 1896 der Satz in der Primärstufe der Partitur (Streicher eingetragen; Skizzen für Bläserstimmen) fertig komponiert. Die Exposition sei gänzlich fertiggestellt. Nach seiner Meinung seien von der Partitur heute gut die Hälfte der endgültigen Bogen verlorengegangen. Der Ablauf der Lücken lasse sich jedoch zu einem großen Teil aus ausgeschiedenen, gleichwohl wenig veränderten früheren Versionen einzelner Bogen und umfangreichen Particellskizzen wiederherstellen. Die heute erhaltenen Reste der Partitur brechen kurz vor Eintritt der Coda mit dem 32. Bogen ab. Nach der Ansicht von Phillips enthalten die Skizzen das Verlaufsgerüst der Coda bis in die letzte Kadenz. Die entsprechende Skizze für den 36. Bogen enthält noch die ersten acht Takte mit einem liegenden Ton d.
Eine Faksimile-Ausgabe von Bruckners erhaltenen Finalsatzmaterialien ist beim Musikwissenschaftlichen Verlag Wien erschienen. Der größte Teil der Fragmente ist inzwischen auch in der Werkdatenbank „Bruckner online“ einsehbar.

#### Aufführungen und Aufnahmen der Finalsatzmanuskripte
1934 wurden Teile der Finalsatzfragmente in der Klavierfassung von Else Krüger bearbeitet und von ihr und Kurt Bohnen in München aufgeführt. 1940 erstellte Fritz Oeser eine orchestrale Einrichtung der Exposition des Finales. Diese wurde am 12. Oktober 1940 beim Leipziger Brucknerfest im Rahmen eines Konzertes des Großen Orchesters des Reichssenders Leipzig mit dem Dirigenten Hans Weisbach aufgeführt und vom Rundfunk übertragen. Der Dirigent Hans-Hubert Schönzeler spielte mit dem BBC Northern Symphony Orchestra Manchester im Jahre 1974 große Teile des Finales für die BBC ein. Der Komponist Peter Ruzicka veröffentlichte 1976 in seinem Aufsatz Annäherung an einen Torso seine Forschungsergebnisse bezüglich des unvollendeten Finalsatzes der 9. Sinfonie. Zuvor nahm er mit dem Radio-Symphonie-Orchester Berlin (RSO) Teile des Finales auf. Der Dirigent Peter Hirsch hat eine Auswahl der Fragmente mit dem Rundfunk-Sinfonieorchester Berlin auf CD eingespielt. Nikolaus Harnoncourt führte in einem Gesprächskonzert die Finale-Partitur in der Phillips-Ausgabe mit den Wiener Symphonikern in Wien (1999) und in Salzburg (2002) auf.

#### Bruckners Te Deum als Ersatz des Finales
Viele (angebliche) Äußerungen Bruckners bezüglich seiner 9. Sinfonie sind nur indirekt überliefert. Bruckner soll, da er fürchtete, mit der Komposition nicht fertig zu werden, sein Te Deum als möglichen Schluss der Sinfonie ins Auge gefasst haben. Hierzu heißt es im 3. Teil des IV. Bandes der Göllerich/Auer-Biographie anlässlich eines Besuches des Dirigenten Hans Richter (1843–1916) bei Bruckner: „Dieser [Hans Richter] hatte für den Herbst Bruckners ‚Siebente‘ für ein Konzert der Philharmoniker angesetzt und kam nun, ihm dies mitzuteilen ins Belvedere [Bruckners letzte Wohnung befand sich im sogenannten Kustodenstöckl des Schlosses Belvedere in Wien]. Als Bruckner auch ihm seinen Kummer wegen des unfertigen Satzes der ‚Neunten‘ mitteilte, gab ihm Richter, wie Meißner berichtet [Anton Meißner war zuletzt Bruckners enger Vertrauter und ebenfalls Sekretär], den Rat, die Sinfonie statt mit einem vierten Satz mit dem Te Deum abzuschließen. Der Meister war für diesen Vorschlag sehr dankbar, doch sah er ihn nur als letzten Ausweg an. Sobald er sich nun einigermaßen besser fühlte, setzte er sich ans Klavier, am Finale zu arbeiten. Er schien nun auch an eine Überleitung zum Te Deum zu denken und versprach, wie Meißner erzählt, von dem weit einherschreitenden Hauptthema, vom Bläserchor hinausgeschmettert, und den darauf fern anklingenden bekannten und originellen Einleitungstakten des Te Deum, sowie den auftretenden Sängern eine ungeheure Wirkung. Er wollte, wie er Meißner einigemale beim Vorspielen erzählte, gleichsam ‚an die Pforten der Ewigkeit rütteln‘.“
Über eine mögliche Überleitungsmusik zum Te Deum heißt es weiter: „Des Meisters Schüler August Stradal und Altwirth versichern, daß er ihnen eine ‚Überleitung zum Tedeum‘ vorgespielt habe, die Stradal nach dem Gedächtnis notierte. Diese Überleitungsmusik sollte von E-Dur nach C-Dur, der Tonart des Te Deum führen. Umrahmt von den Streicherfiguren des Te Deum erklang ein Choral, der im Te Deum nicht enthalten ist. Auch die Bemerkung Stradals, daß sich das Manuskript bei Schalk befinde, scheint darauf hinzuweisen, daß damit die letzten Takte der Finale Partitur gemeint sind, die Bruckner mit ‚Choral 2. Abtheilung‘ überschrieben hat. […] Daß Bruckner bewußt das Te Deum-Motiv bringen wollte, beweist die Bemerkung ‚Te Deum‘ dreizehn Takte vor Eintritt der Te Deum-Figur. Aus der Mitteilung der erwähnten Gewährsmänner, deren Richtigkeit sich an der Hand des Manuskriptes nachweisen läßt, scheint der Meister zwar nicht eine selbständige Überleitungsmusik vom Adagio bis zum Te Deum, sondern eine solche von dem Punkt der Reprise an geplant zu haben, wo die Koda einsetzen sollte“.
Wie aus den zitierten Quellen hervorgeht, berichten August Göllerich, Anton Meißner, August Stradal und Theodor Altwirth – also Personen, die Bruckner noch persönlich kannten und mit ihm vertraut waren – übereinstimmend, dass Bruckner die Vollendung eines instrumentalen Finales nicht mehr möglich war: „Als er erkennen mußte, daß die Vollendung eines rein instrumentalen finalen Finales unmöglich war, versuchte er eben zu dem ihm als Schluss vorgeschlagenen Te Deum eine organische Verbindung herzustellen und so einen Notschluß des Werkes, den tonalen Bedenken entgegen, herzustellen“. Bruckner hatte also durchaus tonale Bedenken, die Sinfonie, die in d-Moll steht, in C-Dur enden zu lassen. Dennoch zog er die Variante mit dem Te Deum als Finale-Ersatz – zumindest nach Aussage der verschiedenen Zeitzeugen – in Erwägung.

#### Die letzten Tage Bruckners
August Göllerich kannte Bruckner noch persönlich und trug als sein Biograph viele Informationen über Bruckner und dessen Umfeld zusammen. Die späteren Biographen, die Bruckner nicht mehr persönlich kannten, schöpften aus dem Werk Göllerichs. Die authentischen zeitgenössischen Aussagen sind daher bisweilen höher einzuschätzen als die Erläuterungen und Vermutungen späterer Generationen. Will man der zeitgenössischen Biographie Glauben schenken, hatte Bruckner den Schluss der Sinfonie zwar am Klavier improvisiert, aber es nicht mehr geschafft, die Coda in endgültiger Form und vollends schriftlich zu fixieren.
Weiterhin gibt Anton Bruckners Arzt, Dr. Richard Heller, folgenden Wortlaut Bruckners wieder: „Sehen Sie, nun habe ich bereits zwei irdischen Majestäten Sinfonien gewidmet, dem armen König Ludwig und unserem erlauchten, lieben Kaiser als der höchsten irdischen Majestät, die ich erkenne, und nun widme ich der Majestät aller Majestäten, dem lieben Gott, ein letztes Werk und hoffe, daß er mir noch so viel Zeit gönnen wird, es zu vollenden und meine Gabe hoffentlich gnädig annehmen wird. – Ich werde auch deshalb das Alleluja des zweiten Satzes wieder im Finale zum Schlusse bringen, damit die Sinfonie mit einem Lob- und Preislied an den lieben Gott, dem ich so viel verdanke, endet.“ – Dr. Heller berichtet weiter: „Dann setzte er sich ans Klavier und spielte mir mit zitternden Händen, aber richtig und mit voller Kraft, Partien daraus vor. Oftmals habe ich es bedauert, musikalisch nicht so weit gebildet zu sein, um einmal Gehörtes wiederspielen oder niederschreiben zu können, denn dann wäre es mir durchaus möglich gewesen, vielleicht den Schluss der Neunten Sinfonie zu skizzieren. Da er damals recht schwach war, so bat ich ihn öfters, die Sinfonien in den Hauptgedanken niederzuschreiben, er war aber nicht dazu zu bewegen. Seite für Seite komponierte er die ganze instrumentale Durchführung und ich glaube, einige seiner Äußerungen dahin deuten zu müssen, daß er in seinen Ideen gewissermaßen mit dem lieben Gott einen Kontrakt abgeschlossen habe. Wenn der liebe Gott will, daß er die Sinfonie, die ja ein Preislied Gottes sein sollte, fertigmache, so müsse er ihn ebensolange das Leben schenken, stürbe er früher, so hat sich das der liebe Gott selber zuzuschreiben, wenn er ein unvollendetes Werk bekommt.“ In dem erweiterten Bericht des Arztes, den Max Auer in seinem Artikel „Anton Bruckners letzter behandelnder Arzt“ im Jahr 1924 wiedergibt, ergänzt Dr. Heller: „Da er damals recht schwach war, so bat ich ihn öfters, die Sinfonie in den Hauptgedanken niederzuschreiben, er war aber nicht dazu zu bewegen.“
Weiterhin erläutert Max Auer in seinem Bruckner-Buch, erschienen im Amalthea-Verlag, folgendes: „Zwar führte Bruckner bis zum letzten Tage seines Lebens den Stift, um seine ‚Neunte’ mit einem Finale zu Ende zu führen. Die umfangreichen Skizzen lassen erkennen, daß der Meister auch dieses Werk, wie die V. Sinfonie, mit einem rein instrumentalen Finale und gewaltiger Fuge beschließen wollte. Mitten in den Arbeiten an der Fuge entriß ihm der Tod den Stift.“ – Und in der Tat sind in der Fuge die letzten fast vollständig instrumentierten Partiturseiten nachweisbar. Die anschließenden Partiturseiten sind nur unvollständig instrumentiert, indem zwar die Streicher ausführlich notiert, die Bläserpartien jedoch unvollständig beziehungsweise nur angedeutet sind.

### Vervollständigung oder Rekonstruktion?
Der Finalsatz konnte von Bruckner nicht mehr vollendet werden. Es sind innerhalb der letzten Jahrzehnte zahlreiche Versuche unternommen worden, den Satz zu rekonstruieren beziehungsweise zu vervollständigen. Bruckner hatte seine Partiturbogen fortlaufend nummeriert. Daraus ergibt sich eine Bogenreihenfolge, aus der konsequenterweise der musikalische Ablauf des Finalsatzes resultiert. Gelegentlich existieren von einem Partiturbogen unterschiedliche Ausführungen, die auf Umarbeitungen Bruckners zurückzuführen sind. Im Wesentlichen greifen die Autoren der jeweiligen Komplettierungen auf dasselbe Basismaterial zurück, wobei die eine oder andere Bogenausführung bevorzugt wird. Die wesentlichen Unterschiede bestehen vor allem in der Überbrückung der vorhandenen Lücken sowie in der Gestaltung der Coda.
Bezüglich der Frage der Legitimation einer Vervollständigung beziehungsweise, ob eine Rekonstruktion des Finalsatzes möglich sei, vertreten die Autoren der jeweiligen Komplettierungen unterschiedliche Auffassungen:
William Carragan erläutert auf seiner Website: „In der Tat kann es keine vollständige Schlussfolgerung geben, nur solche, die die offensichtlichsten Fehler vermeiden, und in vielen Punkten wird es immer eine Debatte geben. Aber das Finale, selbst als eine fragmentierte und zusammengeflickte Sammlung, geht immer noch von der authentischen Inspiration und den erhabenen Zielen Anton Bruckners aus, und es ist schade, nicht jede sich bietende Gelegenheit zu nutzen, sich mit ihr und ihrer tiefgründigen Bedeutung vertraut zu machen.“
Nicola Samale und Benjamin Gunnar Cohrs vergleichen in ihrem Vorwort zur Studienpartitur der vervollständigten Aufführungsfassung von Samale-Phillips-Cohrs-Mazzuca (2008) die Rekonstruktion eines Musikwerkes mit Rekonstruktionsverfahren der plastischen Chirurgie, der forensischen Pathologie, der Archäologie und der bildenden Kunst: „Zu diesem Zwecke sind Rekonstruktionstechniken erforderlich, die in den Naturwissenschaften legitim und von vitalem Nutzen sind. In anderen Bereichen sind Rekonstruktionen leider weit mehr akzeptiert als im Bereich der Musik: In der Medizin sind Opfer, die Teile des Körpers verloren haben, dankbar für die plastische Chirurgie mit ihren Transplantationstechniken. Auch in der forensischen Pathologie sind solche Verfahren von größtem Wert. Besonders anschaulich machte das eine beliebte Fernsehserie 1977 in der Öffentlichkeit verständlich: Gerichtsmediziner Dr. Quincy rekonstruierte in dem auf realer Grundlage basierenden Kriminalfilm The Thigh Bone’s Connected to the Knee Bone anhand eines einzigen Oberschenkels das vollständige Aussehen eines Mordopfers und kam dadurch dem Täter auf die Spur. Solche Techniken sind auch in der bildenden Kunst und der Archäologie anerkannt: Wenn ein Gemälde oder eine Skulptur beschädigt wird, tun Restauratoren ihr Möglichstes, den Originalzustand wiederherzustellen. Rekonstruiert und ergänzt werden auch archäologische Funde, Torsi von Statuen, Mosaike und Fresken, Schiffswracks, ja sogar Schloß-, Kirchen- oder Tempelanlagen und ganze Siedlungen (man denke nur an den Wieder-Aufbau der Dresdner Frauenkirche oder des Fenice-Theaters in Venedig).“
Sébastien Letocart konstatiert in Booklet-Text zu der CD-Einspielung seiner Finalefassung: „Ich möchte klarstellen, dass mein Abschluss des Finales von Bruckners Neunter Symphonie ausschließlich auf Bruckners eigenem Material basiert. Dies habe ich so treu und diskret wie möglich orchestriert. Es gibt zwei verschiedene Hauptaspekte, um den Zweck dieser Fertigstellung zu verstehen. […] – Erstens müssen die Orchestrierung der bestehenden Teile nicht nur ergänzt werden, sondern es gibt auch sechs Lücken in der Entwicklung / Reprise, die spekulativ rekonstruiert werden müssen, manchmal mit der Wiederherstellung kohärenter Verbindungen. In meiner anstehenden Arbeit werde ich das musikwissenschaftliche Denken und die Bedeutung, die hinter meiner Ergänzung stehen, sowie die Rekonstruktionsphase detailliert darstellen. Zweitens teilt meine Ausarbeitung der Coda weder die gleiche Aufgabe noch die gleiche Sorge über die Frage „Was hätte Bruckner getan?“, Weil es einfach unmöglich ist, etwas zu wissen oder zu erraten. Wir haben nur ein paar Skizzen und einige vage Zeugnisse (Heller, Auer und Graf) über die Fortsetzung des Finales; wir wissen nicht einmal über die genaue Anzahl der Takte Bescheid, aber all dies gibt kaum eine Vorstellung von der globalen Struktur, die Bruckner im Sinn hatte.“
Nors S. Josephson strebt eine Rekonstruktion an und stellt im Vorwort seiner Partiturausgabe, die als Finale-Rekonstruktion betitelt ist, fest: „Die vorliegende Ausgabe des Finalsatzes zu Anton Bruckners 9. Sinfonie ist das Ergebnis zehnjähriger Arbeit. Als Grundlage dienten die Skizzen und Partiturentwürfe in der Österreichischen Nationalbibliothek, der Wiener Stadt- und Landesbibliothek und der Wiener Hochschule für Musik und Darstellende Kunst, von denen mir die genannten Institutionen freundlicherweise Mikrofilme bzw. Fotokopien zur Verfügung stellten. Ebenso unentbehrlich war Alfred Orels Veröffentlichung dieser Quellen (1934) als Teil der Bruckner-Gesamtausgabe.“
Gerd Schaller erklärt eine Rekonstruktion per se als ein unmögliches Unterfangen: „Vor Beginn der eigentlichen Komplettierungsarbeiten standen jedoch erst einmal diverse konzeptionelle Fragen. […] Sehr schnell stellte sich dabei heraus, daß eine vermeintliche Rekonstruktion schon aus Gründen der Logik nicht realisierbar wäre, denn man kann schlicht nicht etwas rekonstruieren, was zuvor in fertiger Form noch nicht bestand. Welches Stadium der Partitur sollte denn auch überhaupt rekonstruiert werden? […] Bekanntermaßen hat Bruckner seine Werke ja auch selbst immer wieder geändert und zweifelsohne hätte er auch an den vermeintlich fertigen Partiturseiten der Neunten noch zahlreiche und tiefgreifende Revisionen vorgenommen. Von einem vollendeten und damit rekonstruierbaren Stadium konnte man hier also sowieso nicht ausgehen. Kurz: Ein hypothetisches musikalisches Meisterwerk eines Genies wie Anton Bruckner schien mir unmöglich zu rekonstruieren, und so setzte ich mir zum Ziel, aus der Gesamtschau aller vorhandenen Fragmente eine möglichst authentische und an Bruckners Spätstil orientierte Ergänzung und Vervollständigung zu schaffen […] und dabei, soweit irgend möglich, Spekulationen zu vermeiden. Die bisher wenig beachteten, frühen Skizzen boten mir eine zusätzliche, wichtige Quelle essentieller Bruckner’scher Gedanken.“

### Übersicht über die jeweiligen Komplettierungen bzw. Rekonstruktionen

#### Carragan (1983, rev. 2003, rev. 2006, rev. 2010, rev. 2017)
1983 hat William Carragan seinen ersten Versuch einer ausführlichen Version des Finalsatzes vorgestellt. Seiner Ansicht nach sollte man bei der Rekonstruktion des Finales drei Ziele vor Augen haben: eine getreue Darstellung der Fragmente, eine angemessene Vervollständigung sowohl in der Horizontalen als auch in der Vertikalen und einen triumphalen Schluss.
Carragan vervollständigte in zu dieser Zeit Bruckners Stil die verlorenen Bogen zwischen den gefundenen Fragmenten sowie die oft partielle oder auch nur kaum skizzierte Orchestrierung mit einigen metrischen Anpassungen. Nach einer Wiederholung der „Katastrophe“, die auf die Exposition des Chorals folgte, leitet eine 117 Takte Coda ein, die in zwei Teile von 58 und 59 Takten unterteilt ist. Der erste Teil ist zum Teil eine Eigenkomposition mit dem Thema des ersten Satzes und ist zum Teil basiert auf einer kurzen Partiturskizze des Finales, die an anderer Stelle nicht verwendbar war. Dem zweiten Teil, der mit einer Fanfare beginnt, folgt der Choral mit einer triadischen Fassung des Adagio-Themas als Gegenmelodie. Danach erscheint das Te Deum mit seiner Melodie, begleitet bei dem Thema des ersten Satzes in Dur. Schließlich erhebt sich das Halleluja des zweiten Themas triumphierend, unterstützt von triadischen Versionen der Themen der anderen Sätze.
- Die Erstaufführung der ersten Finalsatzversion von 1983 erfolgte im Januar 1985 durch das Amerikanische Symphonieorchester unter der Leitung von Moshe Atzmon in der New Yorker Carnegie Hall. Die folgende Aufführung war mit dem Utrecht Symfonie Orkest unter der Leitung von Hubert Soudant (Utrecht, April 1985) – auf LP aufgenommen. Eine Digitalisierung dieser LP kann von der Website abruckner.com heruntergeladen werden.[85] Kurz darauf wurde diese erste Version mit der Osloer Philharmonie unter der Leitung von Yoav Talmi aufgenommen. Dabei wurde auch eine Auswahl von Bruckners ursprünglichen Fragmenten eingespielt.
- Die umgearbeitete Fassung von 2006 wurde Tokyo New City Orchestra unter der Leitung von Akira Naito aufgenommen. Diese Aufnahme enthält auch das Trio Nr. 2 des Scherzos (Carragan-Ausgabe).
- Eine 2007 Variante wurde im November 2009 von Warren Cohen und dem MusicaNova Orchester im November 2009 aufgeführt.[86]
- Eine erneut umgearbeitete Fassung von 2010 wurde von Gerd Schaller und der Philharmonie Festiva aufgenommen.[84][87]
- Die folgende Revision des Finalsatzes wurde 2017 von Mladen Tarbuk und dem Symfonie Orkest des kroatischen Rundfunks aufgenommen.[88][89][90]

Nach Meinung von Richard Osborne, gestaltet die Überbrückung die verlorenen Bogen zwischen den gefundenen Fragmenten er freier, indem er Klangbildungen und Akkordverbindungen verwendet, die weniger für Bruckner als für die spätere Musikhistorie typisch sind (Mahler). Die Coda dehnt er aus, indem über weite Strecken auf einem gleichbleibenden Fortissimo-Niveau verbleibt und außerdem eine Vielzahl von Themen und Anspielungen einbaut, inklusive des Choralthemas und des Te Deums.

#### Samale-Mazzuca-Phillips-Cohrs (1992, rev. 1996, rev. 2001, rev. 2005, rev. 2008, rev. 2011, rev. 2021)
Die erste Fassung der an Bruckners Skizzen orientierten Rekonstruktion von Nicola Samale, Giuseppe Mazzuca, John A. Phillips und Benjamin Gunnar Cohrs entstand in den Jahren zwischen 1983 und 1985 und wurde immer wieder anhand neuer Skizzenfunde aktualisiert. Im Jahr 1985 begannen zunächst Nicola Samale und Giuseppe Mazzuca einen Rekonstruktionsvorschlag des Finales vorzulegen. John A. Phillips brachte eine Dokumentation des Fragments im Jahr 1999 heraus, in welcher die Lücken belassen werden und der Dirigent gebeten wird, an den jeweiligen Bruchstellen unvermittelt abzubrechen. Phillips lieferte auch Kommentare und Hinweise, die als Erklärung vorgetragen werden sollten. Er fordert, dass „die Dokumentation des Fragments nie ohne gesprochenen Text aufgeführt und aufgenommen werden soll.“ Darüber hinaus hat Phillips einen Übergang von der Finale-Rekonstruktion zum Te Deum komponiert. Dieser Übergang und seine Assoziation mit dem Finale und ein Beispiel des Te Deum sind im Bruckner-Archiv verfügbar. Als vierter Autor trat Benjamin Gunnar Cohrs dem Autorenteam bei. Die vervollständigte Aufführungsfassung des Autorenteams Samale-Phillips-Cohrs-Mazzuca ist als Studienpartitur, vorgelegt von Nicola Samale und Benjamin Gunnar Cohrs mit einem kritischen Kommentar von letzterem bei Musikproduktion Hoeflich, München im Jahr 2008 erschienen.
Von den im Laufe der Jahre entstandenen verschiedenen Versionen gibt es diverse Einspielungen.]
Für den Beginn des Finalsatzes verwendet das Autorenteam von SPMC einen Bogen Bruckners in gekürzter Form. Für das Auffüllen der Lücken stützen sich die Autoren vornehmlich auf spätere Bogen und Entwürfe Bruckners, während früheres Originalmaterial bisweilen unberücksichtigt bleibt. Die Autoren vertreten die Meinung, dass jede Lücke eine bestimmte Taktanzahl umfasst. Die Lücken werden von den vier Bearbeitern nach den von ihnen erstellten Berechnungen entsprechend ergänzt. Für die Coda verwenden die Autoren die auch von anderen Bearbeitern verarbeiteten Sequenzierungsskizzen Bruckners, allerdings nicht in der originalen, sondern in transponierter Form. Die blockhafte Wirkung des Schlussteils wird vor allem durch die stete Wiederholung einzelner Motive erzielt. Dabei ziehen die Autoren auch verschiedene Themen des Finales mit ein.

#### Josephson (1992)
Nors S. Josephson hat 1992 seine Fassung zum Finale von Anton Bruckners 9. Symphonie vorgestellt und stellt darin zahlreiche Beziehungen zum ersten und dritten Satz her. Er nimmt Bezug auf das Verfahren, das Bruckner bereits in der 8. Symphonie anwendete.
Auch Josephson benutzt Bruckners skizzierte Sequenzierungen, von denen vermutet wird, dass sie Teil der Coda waren. In der Coda greift er nochmals auf die Themen der Exposition zurück und vermeidet eine weitere Entwicklung des Materials. Im Vergleich zum Adagio erhält der Finalsatz in seiner Edition dadurch weniger Gewicht.
Diese Version des Finalsatzes wurde 2014 vom Aarhus Symphony Orchestra unter der Leitung von John Gibbons aufgenommen. Die CD ist beim dänischen Label Danacord erschienen (DACOCD754). Die Partitur seiner Finalsatzfassung wurde 2007 beim Carus-Verlag, Stuttgart (Nr. 40.588/00) herausgegeben.

#### Letocart (2008, rev. 2022)
Im Jahr 2008 hat der belgische Organist und Komponist Sébastien Letocart seine Sichtweise des Finalsatzes realisiert. In seiner Coda werden Themen aus der 5., 7. und 8. Symphonie zitiert. Das Mittelthema des Trios wird als endgültiges Halleluja angesehen. Am Schluss kombiniert Letocart vier Hauptthemen aus allen vier Sätzen der Neunten. Seine Finale-Realisation wurde 2008 zusammen mit den ersten drei Sätzen der Symphonie von dem französischen Dirigenten Nicolas Couton mit dem MAV Symphony Orchestra of Budapest aufgenommen.
Im Rahmen des Abschlusskonzerts des Bruckner Casco Festivals (13. bis 15. September 2024) im Muziekgebouw aan ’t IJ, spielte die Camerata RCO Anton Bruckners 9. Symphonie in einem Ausschnitt für 16 Musiker, arrangiert von Sébastien Letocart eigens für diesen Anlass.

#### Schaller (2016, rev. 2018. 2020, 2024)
Der Dirigent Gerd Schaller hat seine Version des Finalsatzes erstmals am 24. Juli 2016 in der Abteikirche Ebrach im Rahmen des Ebracher Musiksommers mit der Philharmonie Festiva aufgeführt. Die CD ist beim Label Profil Edition Günter Hänssler erschienen (PH16089).
2018 hat er seine Finalsatzergänzung nochmals überarbeitet (erstmals aufgeführt am 22. Juli 2018 in der Abteikirche Ebrach, wieder im Rahmen des Ebracher Musiksommers mit der Philharmonie Festiva und Schaller selbst als Dirigenten).
Im Schlussteil der Coda verzichtet Schaller in seiner revidierten Edition auf die Zitate aus anderen Werken Bruckners.
2020 nahm er eine Orgeladaption seiner Vollendung des Finales vor, die er im November 2020 an der Eisenbarth-Orgel in Ebrach aufführte. Eine CD mit dieser Aufführung ist bei Profil erschienen: CD-Set PH 21010, 2021.
2024 nahm Schaller eine weitere Revision seiner Finalsatzergänzung vor, die er im September 2024 im Rahmen des Ebracher Sommer-Musikfestivals aufführte.
Schaller berücksichtigte bei seiner Vervollständigung die überlieferten Entwurfsmaterialien bis hin zu bisher wenig beachteten, frühen Skizzen. Sein oberstes Ziel war es, möglichst nur authentisches Kompositionsmaterial von Bruckner zu verwenden und damit nah am Brucknerschen Original zu bleiben. In seiner Arbeit berücksichtigte er Bruckners spezifische Kompositionstechniken, sodass auch bei Stellen mit nicht durchgehend originaler Vorlage eine ausgesprochene Bruckner-Stilistik erreicht wird. Zudem vervollständigte und instrumentierte Schaller das Fehlende auf Basis seiner langjährigen Erfahrung als Dirigent. Schaller gewinnt die breit angelegte, dramatisch konzipierte Reprise des Hauptthemas ebenfalls aus Bruckners früheren Entwürfen. In der Coda zitiert er die Eröffnungsthematik des ersten Satzes und schlägt damit eine Brücke zum Sinfoniebeginn, eine Technik des Zitierens, die Bruckner selbst in seinen Sinfonien (3. und 5. Sinfonie) angewendet hat und auf Beethoven zurückgeht. Die musikalische Sprache Bruckners in den Fragmenten drängt mit Vehemenz in das 20. Jahrhundert. Diese spezifische Stilistik des Brucknerschen Spätstils wurde auch von Schaller in seiner Sichtweise des Finalsatzes angestrebt.

#### Vorherige Vervollständigungen
- Hein 's-Gravesande (1969). Eine einfache Gegenüberstellung der gefundenen Fragmente, wie in Harnoncourts Gesprächskonzert.
- Ernst Märzendorfer (1969). Eine Art Rhapsodie, die die von Orel veröffentlichten Fragmente verwendet, ihre Orchestrierung vervollständigt, sie mit anderen Elementen durchsetzt und endet mit einem kurzen Schluss in einer leeren Quinte wie im ersten Satz. Diese Vervollständigung wurde am 8. Dezember 1970 vom Rundfunk-Sinfonieorchester Leipzig unter der Leitung des Komponisten in der Großen Oper Leipzig aufgeführt – Aufnahme auf CD Deutsches Rundfunkarchiv DRA StMM577 (nicht öffentlich zugänglich).
- Marshall Fine (1979). Die Partitur dieser Vervollständigung, die als verschollen galt, wurde kürzlich wiedergefunden.[116]

#### Weitere Vervollständigungen
- Jacques Roelands (2003, rev. 2014)[117]
- Roberto Ferrazza (2017).[118] Diese Vervollständigung wurde von Alfonso Scarano mit dem Thailand Philharmonic Orchestra am 26. März 2022 aufgeführt.[119]
- Kimiaki Tanaka (2020, rev. 2024)[120]
- Martin Bernhard (2022)[121]
- Ishii Nozomu (2025)[122]

### Verwendung einzelner Finale-Fragmente in Neukompositionen
Anstatt einer Komplettierung bzw. Rekonstruktion sind auch Neukompositionen entstanden, die sich einiger Ideen aus den Finale-Fragmenten bedienen und diese unterschiedlich verarbeiten:

#### Marthé (2005)
Peter Jan Marthé gibt an, mit Bruckners Geist in unmittelbarem Kontakt zu stehen und behauptet, dass es sich bei den Materialien zum Finalsatz der Neunten um ein „auskomponiertes archaisches Initiationsritual“ handele. So fertigte er in den Jahren 1995–2005 ein eigenständiges Werk, indem er Finalsatzmaterialien aus Bruckners 9. Symphonie, aber auch Zitate z. B. aus der 7. Symphonie verwendete und insgesamt eine frei gestaltete Neukomposition schuf. Er selbst bezeichnet dabei sein Kompositionsverfahren als „Bruckner reloaded“. Darüber hinaus werden von ihm zusätzlich Motive von Richard Strauss (Also sprach Zarathustra) und Gustav Mahler (Adagio der 10. Symphonie) zitiert bzw. verarbeitet. Die CD-Einspielung mit den ersten drei Sätzen von Bruckners Neunter und Marthés Neukomposition ist 2006 mit dem European Philharmonic Orchestra unter der Leitung von Peter Jan Marthé bei Preiser (PR 90728) erschienen.

#### Von Einem (1974)
In seinem „Bruckner-Dialog“ op. 39 (Uraufführung: 23. März 1974; Linz, Bruckner Orchester, Kurt Wöss) hat sich der österreichische Komponist Gottfried von Einem mit dem Finale-Fragment kompositorisch auseinandergesetzt. Eine wichtige Rolle spielt darin insbesondere das von Bruckner vollständig instrumentiert hinterlassene Choralthema, also das Schlussthema der Exposition. Die CD-Einspielung des Bruckner-Dialogs mit den Wiener Symphonikern unter der Leitung von Lovro von Matacic ist 1983 beim Label Orfeo (C 235 901A) erschienen.

## Bearbeitungen

### Für Kammerbesetzung

#### Gale
Joolz Gale hat Bruckners 9. Sinfonie (dreisätzig) für zwölf Instrumente arrangiert und mit dem Ensemble Mini  2020 aufgenommen.

### Für Orgel

#### Horn
Der Würzburger Organist und Orgelexperte Erwin Horn hat 2019 eine Transkription der 9. Sinfonie von Anton Bruckner in der viersätzigen Version (Finalsatzergänzung von Gerd Schaller) für Orgel erstellt.

#### Schaller
Der Dirigent Gerd Schaller hat 2020 seine Orgelbearbeitung der 9. Sinfonie von Anton Bruckner verfasst und mit dem Bayerischen Rundfunk (Studio Franken) auf Tonträger produziert. Er transkribierte die viersätzige Neunte mit dem von ihm komplettierten vierter Satz in der Revision von 2020.

## Diskografie (Auswahl)

### Sätze 1–3
- Siegmund von Hausegger, Münchner Philharmoniker, 1938, His Master’s Voice (Schellack), Preiser Records (CD)
- Wilhelm Furtwängler, Berliner Philharmoniker (live), 1944, Melodija, Eterna, Deutsche Grammophon
- Eduard van Beinum, Concertgebouw-Orchester, 1956, Philips
- Joseph Keilberth, Philharmonisches Staatsorchester Hamburg, 1956, Telefunken
- Bruno Walter, Columbia Symphony Orchestra, 1960, Columbia/Sony
- Carl Schuricht, Wiener Philharmoniker, 1961, EMI
- Eugen Jochum, Berliner Philharmoniker, 1964, Deutsche Grammophon
- Herbert von Karajan, Berliner Philharmoniker, 1966, Deutsche Grammophon
- Jascha Horenstein, BBC Symphony Orchestra (live), 1972, BBC
- Daniel Barenboim, Chicago Symphony Orchestra, 1976, Deutsche Grammophon
- Herbert von Karajan, Wiener Philharmoniker (live), 1976, Deutsche Grammophon
- Carlo Maria Giulini, Chicago Symphony Orchestra, 1977, EMI
- Eugen Jochum, Staatskapelle Dresden, 1978, Eterna, EMI
- Günter Wand, Kölner Rundfunk-Sinfonie-Orchester, 1979, Deutsche Harmonia Mundi/EMI, RCA/BMG
- Sir Georg Solti, Chicago Symphony Orchestra, 1985, Decca
- Christoph von Dohnányi, Cleveland Orchestra, 1988, Decca
- Carlo Maria Giulini, Wiener Philharmoniker (live), 1988, Deutsche Grammophon
- Günter Wand, NDR-Sinfonieorchester (live), 1993, RCA Victor Red Seal/BMG
- Günter Wand, NDR-Sinfonieorchester (live), 1998, BMG SACD
- Sergiu Celibidache, Münchner Philharmoniker (live), 1995, EMI
- Günter Wand, Berliner Philharmoniker (live), 1998, RCA/BMG
- Stanisław Skrowaczewski, Rundfunk-Sinfonieorchester Saarbrücken, 2001, Oehms Classics
- Günter Wand, Münchner Philharmoniker (live 1998), 2007 Hänssler
- Dennis Russell Davies, Bruckner Orchester Linz, 2008, ARTE NOVA
- Herbert Blomstedt, Gewandhausorchester Leipzig, 2011, Querstand

2. Satz (Scherzo) mit den drei Trios
- Strub-Quartett, 1940, Reichssender Leipzig, Matrizen: Lzg 6177/78[132]
- Ricardo Luna, Ensemble Wien-Linz, 2013, Preiser Records Vienna

Fassung von Ferdinand Löwe
- Hans Knappertsbusch, Berliner Philharmoniker (live), 1950, Tahra bzw. Music & Arts

### Sätze 1–3 mit vervollständigtem Finalsatz
- Yoav Talmi, Philharmonisches Orchester Oslo, 1986, Chandos (Vervollständigte Aufführungsfassung von William Carragan, 1981–1983)
- Eliahu Inbal, Radio-Sinfonie-Orchester Frankfurt, 1987, Teldec (Ricostruzione von Samale & Mazzuca 1985)
- Kurt Eichhorn, Bruckner Orchester Linz, 1994, Camerata (Vervollständigte Aufführungsfassung Samale/Phillips/Cohrs/Mazzuca, Stand 1992)
- Johannes Wildner, Neue Philharmonie Westfalen, (live) 1998, SonArte bzw. Naxos (Vervollständigte Aufführungsfassung Samale/Phillips/Cohrs/Mazzuca, Stand 1996)
- Naito Akira, Tokyo New City Orchestra, (live) 2006, Delta Classics (Vervollständigte Aufführungsfassung von William Carragan, Stand 2006) – Scherzo mit Trio Nr. 2
- Marcus R. Bosch, Sinfonieorchester Aachen (live), 2007, Coviello Classics (Vervollständigte Aufführungsfassung Samale/Phillips/Cohrs/Mazzuca, Stand 2006)
- Friedemann Layer, Musikalische Akademie des Nationaltheater-Orchesters Mannheim (live), 2008 (Vervollständigte Aufführungsfassung Samale/Phillips/Cohrs/Mazzuca, Stand 2008)
- Nicolas Couton, MAV Sinfonieorchester, 2008, Lirica (Vervollständigte Aufführungsfassung von Sébastien Letocart, 2008)
- Gerd Schaller, Philharmonie Festiva, 2010, Profil Günter Hännsler PH11028 (Vervollständigte Aufführungsfassung von William Carragan, revidierte Fassung 2010)
- Sir Simon Rattle, Berliner Philharmoniker, 2012, Live-AudioVideo, 3/2 Std., mit der vervollständigten Aufführungsfassung des 4. Satzes von Samale/Phillips/Cohrs/Mazzuca (Stand 2012), Digital Concert Hall
- John Gibbons, Sinfonieorchester Aarhus, 2015, Danacord (Vervollständigte Aufführungsfassung von Nors S. Josephson, 1992)
- Gerd Schaller, Philharmonie Festiva, 2016, Profil Günter Hänssler PH16089 (Gerd Schallers eigene, nach originalen Quellen ergänzte und vervollständigte Finalsatzfassung)
- Gerd Schaller, Philharmonie Festiva, 2018, Profil Günter Hänssler PH18030 (mit revidiertem Finalsatz)

### Weiteres
Mit Fragmenten des Finales inklusive der Sätze 1–3
- Yoav Talmi, Philharmonisches Orchester Oslo, 1986, Chandos
- Nikolaus Harnoncourt, Wiener Philharmoniker. Gesprächskonzert (live), Salzburger Festspiele 2002, RCA/BMG

Nur die Fragmente des Finales
- Peter Hirsch, Rundfunk-Sinfonieorchester Berlin, 2003, Sony Classical
- Ricardo Luna, Ensemble Wien-Linz, 2013, Preiser Records Vienna

Mit neukomponiertem Finale
- Peter Jan Marthé, European Philharmonic Orchestra (live), 2006, Preiser Records PR 90728